# René Girard (piłkarz)
René Girard (ur. 3 kwietnia 1954 w Vauvert) – francuski piłkarz grający na pozycji defensywnego pomocnika. Trener piłkarski.

## Kariera klubowa
Karierę piłkarską Girard rozpoczął w zespole Nîmes Olympique. W 1973 roku awansował do kadry pierwszego zespołu, i wtedy też zadebiutował w pierwszej lidze francuskiej. Od sezonu 1974/1975 był podstawowym zawodnikiem zespołu. W Nîmes występował przez osiem sezonów. W tym okresie rozegrał 202 spotkania w pierwszej lidze i zdobył w nich 27 goli.
W 1980 roku Girard przeszedł do Girondins Bordeaux. Swój pierwszy sukces z tym klubem osiągnął w 1984 roku, gdy sięgnął z nim po swój pierwszy tytuł mistrza kraju w karierze. W 1985 roku obronił z Bordeaux tytuł mistrzowski, a w 1986 roku wystąpił w zwycięskim 2:1 finale Pucharu Francji z Olympique Marsylia. Rok później wywalczył z Bordeaux dublet - mistrzostwo oraz krajowy puchar (grał przez 90 minut w wygranym 2:0 finałowym meczu z Olympique). Oba tytuły były ostatnimi dla Girarda w jego karierze piłkarskiej. W barwach Bordeaux od 1980 do 1988 roku rozegrał 241 meczów i strzelił 17 goli.
Latem 1988 Girard wrócił do Nîmes Olympique, który występował w rozgrywkach drugiej ligi francuskiej. Grał w nim przez trzy lata, ale nie wywalczył promocji do ekstraklasy. W 1991 roku w wieku 37 lat zakończył karierę piłkarską.
| Sezon   | Klub               | Kraj    | Rozgrywki | Mecze | Bramki |
| ------- | ------------------ | ------- | --------- | ----- | ------ |
| 1972/73 | Nîmes Olympique    | Francja | Ligue 1   | 4     | 0      |
| 1973/74 | Nîmes Olympique    | Francja | Ligue 1   | 3     | 0      |
| 1974/75 | Nîmes Olympique    | Francja | Ligue 1   | 35    | 5      |
| 1975/76 | Nîmes Olympique    | Francja | Ligue 1   | 34    | 4      |
| 1976/77 | Nîmes Olympique    | Francja | Ligue 1   | 25    | 3      |
| 1977/78 | Nîmes Olympique    | Francja | Ligue 1   | 33    | 4      |
| 1978/79 | Nîmes Olympique    | Francja | Ligue 1   | 34    | 5      |
| 1979/80 | Nîmes Olympique    | Francja | Ligue 1   | 34    | 6      |
| 1980/81 | Girondins Bordeaux | Francja | Ligue 1   | 23    | 1      |
| 1981/82 | Girondins Bordeaux | Francja | Ligue 1   | 34    | 1      |
| 1982/83 | Girondins Bordeaux | Francja | Ligue 1   | 20    | 0      |
| 1983/84 | Girondins Bordeaux | Francja | Ligue 1   | 29    | 2      |
| 1984/85 | Girondins Bordeaux | Francja | Ligue 1   | 32    | 4      |
| 1985/86 | Girondins Bordeaux | Francja | Ligue 1   | 31    | 2      |
| 1986/87 | Girondins Bordeaux | Francja | Ligue 1   | 34    | 2      |
| 1987/88 | Girondins Bordeaux | Francja | Ligue 1   | 38    | 5      |
| 1988/89 | Nîmes Olympique    | Francja | Ligue 2   | 25    | 1      |
| 1989/90 | Nîmes Olympique    | Francja | Ligue 2   | 33    | 1      |
| 1990/91 | Nîmes Olympique    | Francja | Ligue 2   | 34    | 3      |

## Kariera reprezentacyjna
W reprezentacji Francji Girard zadebiutował 14 października 1981 roku w przegranym 2:3 spotkaniu eliminacji do Mistrzostw Świata 1982 z Irlandią. W 1982 roku został powołany przez selekcjonera Michela Hidalgo na ten turniej. Był tam rezerwowym zawodnikiem, ale zagrał w czterech meczach: z Anglią (1:3), Kuwejtem (4:1), Austrią (1:0) oraz o 3. miejsce z Polską (2:3 i gol w 13. minucie), który był jego ostatnim w kadrze narodowej. Łącznie rozegrał w niej 7 spotkań i strzelił jedną bramkę.

## Kariera trenerska
Po zakończeniu kariery piłkarskiej Girard został trenerem. Na początku lat 90. dwukrotnie prowadził Nîmes Olympique. W 1996 roku został trenerem Pau FC, a w 1998 roku prowadził RC Strasbourg w Ligue 1. W 2002 roku został selekcjonerem reprezentacji Francji U-19. Rok później przejął kadrę U-16. W latach 2004–2008 prowadził reprezentację U-21. Z kolei w 2009 roku został szkoleniowcem Montpellier HSC zastępując na tym stanowisku Rollanda Courbisa. W latach 2013–2015 trenował drużynę Lille OSC. W maju 2016 roku został szkoleniowcem FC Nantes.

## Osiągnięcia
Jako trener:
- Trener Roku we Francji: 2012
- Mistrz Francji: 2012

Jako piłkarz:
- 3 x Mistrz Francji: 1984, 1985, 1987
- 2 x Puchar Francji: 1986, 1987